# Richard Easton
Richard Easton (Montréal, 22 marzo 1933 – New York, 2 dicembre 2019) è stato un attore canadese.

## Biografia
Attivo in teatro dal 1957, ha vinto un Tony Award nel 2001 per l'interpretazione di Alfred Edward Housman nel dramma The Invention of Love di Tom Stoppard. Ha recitato in moltissime opere teatrali, tra cui The Rivals, Noises Off, Exit the King, The Misanthrope, Cherry Orchard, Hamlet, Cock-a-Doodle Dandy, sia a Broadway che nei teatri off-Broadway.
Attivo anche sul piccolo schermo fin dagli anni cinquanta, è noto per il ruolo nella serie televisiva britannica The Brothers della BBC (1972-1976).
Al cinema ha svolto sporadici ruoli di caratterista, soprattutto in età matura.

## Filmografia parziale

### Cinema
- Enrico V (Henry V), regia di Kenneth Branagh (1989)
- L'altro delitto (Dead Again), regia di Kenneth Branagh (1991)
- Scoprendo Forrester (Finding Forrester), regia di Gus Van Sant (2000)
- Revolutionary Road, regia di Sam Mendes (2008)

### Televisione
- Gli invincibili (The Protectors) – serie TV, episodio 1x13 (1972)
- The Brothers – serie TV, 92 episodi (1972-1976)
- Boardwalk Empire - L'impero del crimine (Boardwalk Empire) – serie TV, episodio 2x05 (2011)

## Riconoscimenti
- Tony Award 2001

## Doppiatori italiani
Nelle versioni in italiano delle opere in cui ha recitato, Richard Easton è stato doppiato da:
- Dante Biagioni in Mildred Pierce
- Giorgio Lopez in Scoprendo Forrester
- Carlo Reali in Boardwalk Empire - L'Impero del crimine
- Ettore Conti in Come vi piace
- Dario Penne in Frasier
- Michele Kalamera in Enrico V